# 5026 Martes
5026 Martes (1987 QL1) là một tiểu hành tinh vành đai chính được phát hiện ngày 22 tháng 8 năm 1987 bởi A. Mrkos ở Klet.